# Корчинский сельсовет
Корчинский сельсовет — муниципальное образование со статусом сельского поселения и административно-территориальное образование в Мамонтовском районе Алтайского края России.
Административный центр — село Корчино.

## История
31 декабря 2013 года Законом Алтайского края № 94-ЗС Ермачихинский сельсовет и Корчинский сельсовет объединены в Корчинский сельсовет с административным центром в селе Корчино.

## Население
| 1997  | 1998  | 1999  | 2000  | 2001  | 2002  | 2003  | 2004  | 2005  |
| ----- | ----- | ----- | ----- | ----- | ----- | ----- | ----- | ----- |
| 1445  | ↗1453 | ↘1429 | ↗1450 | ↘1386 | ↘1382 | ↘1358 | ↘1355 | ↘1331 |
| 2006  | 2007  | 2008  | 2009  | 2010  | 2011  | 2012  | 2013  | 2014  |
| ↘1317 | ↘1298 | ↘1273 | ↗1276 | ↘1153 | →1153 | ↘1127 | ↘1091 | ↘1054 |
| 2015  | 2016  | 2017  | 2018  | 2019  | 2020  | 2021  |       |       |
| ↗1448 | ↘1400 | ↘1385 | ↘1366 | ↘1306 | ↘1276 | ↘1260 |       |       |

По результатам Всероссийской переписи населения 2010 года, численность населения муниципального образования составила 1153 человека, в том числе 530 мужчин и 623 женщины.

## Состав сельского поселения
| № | Населённый пункт | Тип населённого пункта       | Население |
| - | ---------------- | ---------------------------- | --------- |
| 1 | Ермачиха         | село                         | ↘394      |
| 2 | Корчино          | село, административный центр | ↘1055     |
| 3 | Подстепновский   | разъезд                      | ↘3        |
| 4 | Потеряевка       | посёлок                      | →33       |

В 2009 году упразднён разъезд Потеряевский.